# Список умерших в 723 году

## Август
- 15 августа — О-но Ясумаро, японский культурный деятель периода Нара, глава Министерства народных дел, автор японской исторической хроники «Кодзики».

## Дата смерти неизвестна или требует уточнения
- Абан ибн Усман, наместник Медины, сын третьего халифа Усмана.
- Адальберт, франкский дворянин, четвёртый известный герцог Эльзаса.
- Арнульф Шампанский, герцог Шампани (708—723).
- Икрима аль-Барбари, исламский богослов, один из основных передатчиков традиционного толкования Корана, приписываемого Ибн Аббасу.
- Индрехтах мак Муйредайг, король Коннахта (707—723).
- Май Хак-де, вьет, возглавивший крупное восстание против правления китайской династии Тан в 722 году в провинциях Хоан и Ай, был коронован под именем «Чёрный император Май» (Май Хак-де).
- Муджахид ибн Джабр, один из самых известных и уважаемых учёных среди табиинов и имам в области тафсира, хадисов, исламского права (фикха) и чтения Корана (кираатов).
- Фарамунд, епископ Кёльна (711/716—721/723).
- Амир аш-Шааби, один из старейших табиинов, известный учёный, хадисовед и правовед.